# Menachem Mendel von Kotzk
Menachem Mendel Morgensztern von Kotzk, der Kotzker Rebbe (* 1787 in Biłgoraj; † 1859 in Kotzk bei Lublin), war ein  chassidischer Rabbiner.

## Leben und Werk
Menachem Mendel wurde in Bilgoraj bei Lublin in eine nicht-chassidische Familie geboren und wurde Schüler von Jaakow Jizchak, dem Seher von Lublin, Jaakow Jizchak von Przysucha und später von Simcha Bunem von Przysucha.
Nachdem er zunächst eine Stelle als Rabbiner in Tomaszów übernommen hatte, war er von 1834 bis zu seinem Tode Rabbiner in Kotzk (Kock) bei Lublin.
Etwa 20 Jahre vor seinem Ableben beschloss er, „diese Welt zu verlassen“. Er schloss sich in einem Raum neben dem Lehrhaus ein, wo seine Schüler lernten. Essen wurde ihm durch ein Fenster gereicht, und mit Ausnahme gegenüber seinen treuesten Freunden und einzelnen Familienmitgliedern ließ er sich nur bei sehr seltenen Gelegenheiten sehen. Es ist nicht geklärt, was ihn zu diesem dramatischen Schritt bewog, es steht jedoch fest, dass durch seine Isolation die Zahl seiner Anhänger nicht vermindert wurde.
Zwar übernahm er in seinen Lehren einige Grundsätze des Baal Schem Tow, unterschied sich jedoch in einigen Dingen grundsätzlich vom Begründer des Chassidismus. Während der Baal Schem Tow Liebe, Freude und Mitleid für diese Welt betonte und mit jedermann einen freundlichen Umgang pflegte, forderte Menachem Mendel einen beständigen, angespannten Kampf gegen den Egozentrismus und vertrat seine Grundsätze mit prophetischem, unnachgiebigem Eifer.
Zu Beginn des Chassidismus wurde versucht, alle Juden in die Bewegung mit einzubeziehen, Menachem Mendel hingegen war nur an einigen wenigen Auserwählten interessiert. Sein Schwerpunkt lag auf Emet, der Wahrheit. Um das Ziel der Wahrheit zu erreichen, war er bereit, alles andere zu opfern. Es gebe nur eine Wahrheit, und alles außerhalb der Wahrheit sei falsch, am schlimmsten seien jedoch die Nachbildungen der Wahrheit, und zwar umso mehr, je näher sie der Wahrheit kommen. Diese Wahrheit könne nur durch absolute Freiheit erreicht werden, das bedeute, äußerem Druck nicht nachzugeben, Verzicht auf Selbstgefälligkeit und Gefälligkeiten für andere. Er predigte keine Askese oder Verneinung des Diesseits, sondern verkündete, dass der Mensch auf der Suche nach der Wahrheit oftmals gegen sich selbst und die Gesellschaft ankämpfen muss.
Dieser Forderung kamen seine zahlreichen Schüler nach, oftmals gelehrte junge Männer, die ihr Studium und ihre Familie aufgaben, um in Kotzk die Wahrheit zu suchen. Menachem Mendel erklärte ihnen, der wahre Gottesdienst bestehe nicht im Finden der Wahrheit, sondern in der ehrlichen Suche danach, was eine völlige Selbstaufgabe erfordere.
Als sichersten Weg zur Suche nach der Wahrheit bezeichnete er das Studium von Tora und Talmud, womit er sich der Gedankenwelt des Gaons von Wilna annäherte, der ursprünglich der bedeutendste und schärfste Gegner des Chassidismus gewesen war.
Nach dem Tode des Kotzker Rebben wurden seine radikalen Anforderungen von seinen Schülern und Nachfolgern bedeutend modifiziert (d. h. gemildert); das selbstbewusste, ruhelose Vorgehen im Studium der Tora blieb jedoch ein Kennzeichen der Schule von Kotzk.